# توني ماويج
توني ماويج (بالإنجليزية: Tony Mawejje)‏ (15 ديسمبر 1986 أوغندا - ) هو لاعب كرة قدم أوغندي، شارك في كأس الأمم الأفريقية 2017.

## وصلات خارجية
- توني ماويج على موقع قاعدة بيانات كرة القدم.إي يو (الإنجليزية)
- توني ماويج على موقع ناشيونال فوتبول تيمز (الإنجليزية)
- توني ماويج على موقع Soccerway.com (الإنجليزية)